# سوکسینیل کوآنزیم آ سینتتاز
سوکسینیل کوآنزیم آ سینتتاز (انگلیسی: Succinyl coenzyme A synthetase) یک آنزیم است که واکنشِ برگشت‌پذیرِ تبدیل سوکسینیل-کوآ به سوکسینیک اسید را کاتالیزه می‌کند. 
این آنزیم، واکنش جفت‌شدن (کوپلینگ) فوق را، از طریق تولید یک مولکول نوکلئوزید تری‌فسفات (گوانوزین تری‌فسفات یا آدنوزین تری‌فسفات)؛ با استفاده از یک فسفات غیر آلی و یک مولکول نوکلئوزید دی‌فسفات (گوانوزین دی‌فسفات یا آدنوزین دی‌فسفات) تسهیل می‌کند.
سوکسینیل-کوآ + فسفر معدنی + نوکلئوزید دی‌فسفات  ↔  سوکسینات + کوآنزیم آ + نوکلئوزید تری‌فسفات
این آنزیم نقش مهمی در چرخه اسید سیتریک (چرخهٔ کربس) دارد که یکی از مسیرهای مهم متابولیسم سلولی است و در ماتریکس میتوکندری جای دارد.